# Regimiento n.º 5 de Infantería

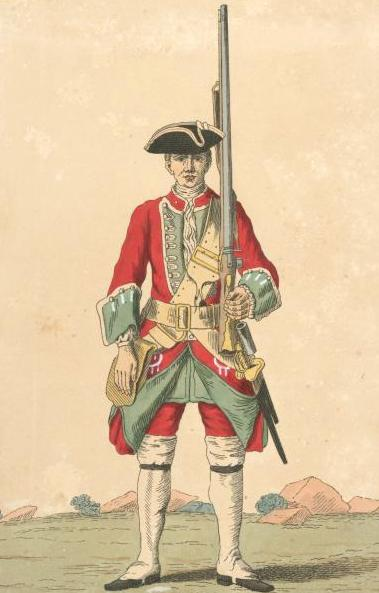
Soldado del 5° de Infantería (1742).

El Regimiento n.º 5 Infantería, Fusileros reales de Northumberland (Royal Northumberland Fusiliers) fue una unidad de infantería que actuó en el Ejército Británico entre 1674 y 1968.

## Historia
Originalmente asignado al servicio en Holanda y conocido como el "regimiento irlandés" o "regimiento del Vizconde Clare", fue transferido al servicio británico el 5 de junio de 1685 como Regimiento n.º 5 de línea. Hasta 1751, al igual que la mayoría de los regimientos fue conocido por los nombres de los coroneles que lo comandaron.
El regimiento tomó parte en la Guerra Guillermita de Irlanda de 1690–1691, estando presente en la Batalla del Boyne, el segundo Sitio de Athlone y el Sitio de Limerick (1691). 
En 1692 fue destinada a Flandes donde permaneció 5 años. En 1695 integró las fuerzas aliadas que retomaron Namur. Al finalizar la guerra con el Tratado de Ryswick el 5° regresó a Inglaterra.
Entre los años 1707 y 1713 permaneció en España. Fue uno de los cuatro regimientos británicos que luchó con sus aliados portugueses en la Batalla de Campo Maior en 1709, participando también de la acción de Río Caya.
Durante la Guerra anglo-española de 1727 - 1729, formó parte de la guarnición de Gibraltar soportando el asedio español por cuatro meses.
El 1 de julio de 1751 una disposición real estableció que el regimiento debería ser conocido por su número, por lo que el regimiento del teniente general Irvine pasó a ser denominado Regimiento n.º 5 de Infantería.
Poco tiempo después, el 5° luchó en la guerra de los Siete Años. Tomó parte en el Raid sobre Cherbourg (1758), la Batalla de Warburg (1760), la Batalla de Kirch Denkern (1761), en la que capturaron un regimiento francés y la Batalla de Wilhelmstahl (1762).
El 7 de mayo de 1774 el 5° dejó su acantonamiento en Monkstown, Irlanda, con destino a Boston, Massachusetts, donde arribó en julio de ese año, para reforzar las fuerzas coloniales ante los fuertes disturbios civiles en el área que desembocaron en la guerra de Independencia de Estados Unidos.
El 19 de abril de 1775, tropas de infantería ligera y la compañía de granaderos del 5.º participaron de la marcha sobre Concord, Massachusetts, y las consecuentes Batallas de Lexington y Concord, así como del repliegue a Boston. Las bajas del regimiento fueron de 5 muertos, 18 heridos y 1 prisionero.
El 17 de junio, después de ser sitiados durante dos meses, participó del ataque a las fortificaciones de Breed's Hill (la Batalla de Bunker Hill). Las fuerzas estadounidenses fueron finalmente expulsadas de su posición tras intensos combates, que dejaron en el 5° un saldo de 24 muertos y 137 heridos.
Después de pasar dos meses embarcados frente a la Ciudad de Halifax, Nueva Escocia, el 5° navegó a Nueva York para participar en el esfuerzo por capturar la ciudad. Tomaron parte en la Batalla de Long Island y en la Batalla de White Plains, en la captura de Fort Washington (Nueva York) y en la de Fort Lee (Nueva Jersey).
Tras pasar el invierno de 1776-1777 acuartelados cerca de Nueva York y sin más acción que esporádicas escaramuzas con las fuerzas americanas, se sumaron a la campaña de Howe para capturar Filadelfia, luchando en la Batalla de Brandywine donde consiguieron romper el centro del Ejército Continental en Chadds Ford, Pensilvania, logrando la captura de cinco cañones.
Durante la retirada a través de Nueva Jersey, el 28 de junio de 1778 fuerzas del 5° lucharon en la Batalla de Monmouth. En Nueva York, participaron de varias incursiones y escaramuzas, incluyendo un ataque sobre Little Egg Harbor, New Jersey, cuyo puerto había sido utilizado por los norteamericanos como base de corsarios. En la incursión consiguieron destruir varias instalaciones y buques. El 3 de noviembre de 1778 embarcaron rumbo a las Antillas francesas, desembarcando el 13 de diciembre en la isla de Santa Lucía. Tras derrotar a una pequeña fuerza francesa, el 5° capturó una batería con 4 cañones. El 18 de diciembre, una fuerza de 9000 franceses desembarcó en la isla por lo que los británicos, 1400 hombres, se replegaron sobre una colina ubicada en el angostamiento de una península. Las tropas francesas avanzaron sobre la posición fortificada en formación tradicional pero fueron rechazadas reiteradamente por los británicos, que aplicaron la experiencia adquirida en la lucha contra las fuerzas irregulares americanas. Las bajas francesas fueron de 400 muertos y 1100 heridos, mientras que las británicas de solo 10 muertos y 130 heridos, los que incluían dos oficiales del 5°. Tras la derrota, las fuerzas francesas abandonaron a isla. Las tropas del 5° tomaron las plumas blancas usadas por los soldados franceses y las pusieron en sus gorras como un signo de honor.
Después de dos años de servicio en las Indias Occidentales, el 5° fue enviado a Irlanda en diciembre de 1780, donde permanecieron hasta el fin de las hostilidades en 1783.
El 1 de agosto de 1782, todos aquellos regimientos de línea que no tenían aún una denominación recibieron el nombre de un condado. Si bien el propósito era favorecer el reclutamiento entre la población que supuestamente se identificaría con su regimiento, en muchos casos no existía lazo alguno entre el territorio y el regimiento. Así, el 5° fue llamado Northumberland como cumplido hacia su coronel, Hugh Percy, 1° duque de Northumberland.
El 1 de noviembre de 1784 el coronel del regimiento era Edward Stopford y el 25 de octubre de 1794 Sir Alured Clarke.
Entre 1793 y 1797 el 1° batallón estuvo estacionado en Canadá.
En octubre de 1799 tropas del regimiento participaron en la expedición Walcheren. Estuvieron presentes en Zyper-Sluis, Bergen, Egmont-Op-Zee, Crabbendam, Castricum, Alkmaar, etc. Ese mismo año se creó en Barham Downs el 2° batallón del regimiento. 
Entre 1800 y 1801 estuvieron estacionados en Menorca y en Gibraltar.
El 21 de agosto de 1801 el coronel y comandante del 1° batallón era Sir Richard England, y el comandante del 2° Andrew John Drummond. En 1802 y 1803 estuvieron estacionados en Guernsey. En 1803 el 2° batallón fue disuelto temporalmente en Winchester, para ser recreado nuevamente en Horsham en 1804.
Ese año permanecieron en Inglaterra, pero en 1805 al ser transportados a Hanover, 250 hombres del regimiento fueron tomados prisioneros al naufragar el buque que los transportaba, el HMS Helder, frente a las costas de Helder.
Durante la segunda invasión inglesa al Río de la Plata, el 5° participó del desastroso ataque a la ciudad de Buenos Aires del 5 de julio de 1807. El regimiento se dividió en dos columnas, una al mando del mayor King y la otra al mando directo de su comandante, el teniente coronel Humphrey Davie.
Tras regresar en octubre a Irlanda, pasaron a Inglaterra y el 23 de junio de 1808 embarcaron en Cork rumbo a la península ibérica.
Durante la Guerra de Independencia Española el 5° recibió varios sobrenombres, entre ellos: "Viejos y Audaces" (Old and Bold),"el 5° peleador" (The Fighting Fifth),"los guardaespaldas de Lord Wellington" (Lord Wellington's Bodyguard).
Formaron parte de la pequeña fuerza que rechazó una importante división enemiga en la Batalla de El Bodón en 1811, lo que fue citado por Wellington como "un memorable ejemplo de lo que puede lograrse con firmeza, disciplina y confianza".
El 7 de noviembre de 1812 fue designado coronel del cuerpo Sir William Wynyard.
El regimiento integró la 2° brigada de la 3° División de Infantería, bajo el mando del mayor general Charles Colville.
Durante la campaña, participó de las batallas de Roliça, Vimeiro, Elviña, Buçaco, Ciudad Rodrigo (1810), Badajoz, Salamanca, Vitoria, Nivelle, Orthez y Toulouse.
Al mando del coronel Sir Charles Broke (Brooke) tropas del 5° participaron en 1814 de las acciones finales de la campaña en Canadá, que culminaron con la Batalla de Plattsburg en septiembre de ese año. Al reunirse con el ejército de ocupación en Francia, recibieron la medalla de Waterloo aunque no llegaron a participar de la batalla.
En 1816 el 2° batallón fue nuevamente disuelto en Gosport.
El 4 de mayo de 1836 el 5° se convirtió en un regimiento de fusileros y fue consiguientemente redenominado como el Regimiento n.º 5 de Infantería, Fusileros de Northumberland, 5th (Northumberland Fusiliers) Regiment of Foot.
En 1857 el regimiento fue ampliado a dos batallones y enviado a reprimir la Rebelión de la India de 1857. Luchó luego en la segunda guerra anglo-afgana (1878). 
Para 1881 el 5° había logrado los siguientes honores de batalla:
| Batalla/Campaña      | Fecha                                 | Fecha del honor |
| -------------------- | ------------------------------------- | --------------- |
| Wilhelmstahl         | 24 de junio de 1762                   | 1836            |
| Roleia               | 17 de agosto de 1808                  | 1817            |
| Vimiera              | 21 de agosto de 1808                  | 1825            |
| Coruña               | 16 de enero de 1809                   | 1825            |
| Busaco               | 27 de septiembre de 1810              | 1825            |
| Ciudad Rodrigo       | 7 al 20 de enero de 1812              | 1817            |
| Badajoz              | 16 de marzo a 6 de abril de 1812      | 1818            |
| Salamanca            | 22 de julio de 1812                   | 1817            |
| Vitoria              | 13 de junio de 1813                   | 1817            |
| Nivelle              | 10 de noviembre de 1813               | 1817            |
| Orthes               | 27 de febrero de 1814                 | 1818            |
| Toulouse             | 10 de abril de 1814                   | 1818            |
| Península            | 1808 – 1814                           | 1815            |
| Lucknow              | 30 de mayo al 27 de noviembre de 1857 | 1863            |
| Afganistán 1878–1880 | 1878–1880                             | 1881            |

Tras las reformas de Childers de 1881, los regimientos de línea recibieron en algunos casos nuevos títulos y fueron ligados a un distrito particular a los fines del reclutamiento, disponiéndose que se incorporaran a los mismos las milicias y fuerzas de voluntarios que pudieran existir.
De acuerdo a esas medidas, el 1 de julio de 1881 el 5° fue asignado al condado de Northumberland, e incorporó a los condados de Newcastle upon Tyne y Berwick upon Tweed. Las fuerzas del regimniento quedaron constituidas por dos batallones regulares, un tercer batallón de milicias del Northumberland Light Infantry Militia y tres batallones de voluntarios: el 1° Cuerpo de rifleros voluntarios de Northumberland (Rifle Volunteer Corps, renombrado 1° Batallón de Voluntarios en 1883, con voluntarios de Northumberland y Berwick-on-Tweed), 
el 2° Cuerpo de rifleros voluntarios de Northumberland (renombrado 2° Batallón de Voluntarios) y el 1° Cuerpo de rifleros voluntarios de Newcastle-on-Tyne (renombrado 3° Batallón de Voluntarios).
En 1885 el segundo batalló luchó en Egipto y Sudán bajo el mando de Horatio Kitchener hasta la derrota del Mahdi, participando en la defensa del puerto de Suakin, cuartel general de Kitchener.
El 2° batallón participó también de las expediciones a Kala Dhaka (Black Mountain de Hazara) entre 1888 y 1891, área tribal del distrito Mansehra, al noroeste de Hazara, en la Frontera del Noroeste de Pakistán.
Por su parte, el primer batallón luchó en la Cuarta guerra Anglo-Ashanti (1895-1896), el último de los conflictos entre el Imperio Asante del pueblo Ashanti, actual Ghana, y los británicos.
El primer batallón participó luego de la reconquista de Sudán (1896-1898) eliminando del poder a Abdallahi ibn Muhammad.
Durante las Guerras de los Bóeres el 1° batallón formó parte de la 9° brigada de infantería mientras que el 2° se sumó a las tropas del regimiento n.º 1 (Sherwood Foresters) bajo el mando del general William Forbes Gatacre. Operando de hecho como infantería montada, las tropas del 5° participaron de las batallas de Belmont, Graspan, Modder River, Magersfontein, Stormberg, Reddersberg, Sanna's Post y Nooitgedacht. El regimiento recibió dos honores de batalla en el conflicto: "Modder River" y "South Africa, 1899–1902".
Al prolongarse la guerra en Sudáfrica, algunos regimientos con base en grandes centros de población formaron nuevos batallones regulares, entre ellos el 5°, que sumó dos nuevos batallones en 1900. Mientras el 3° fue estacionado en Sudáfrica (aunque algunas de sus compañías cumplieron también tareas de guarnición y de guardia de prisioneros bóeres en Gibraltar y Malta]]), el 4° fue destinado a guarnición en Irlanda. Ambos fueron disueltos en 1907.
En 1908 se aplicaron las disposiciones de la Territorial and Reserve Forces Act de 1907 que reorganizaba las fuerzas de reserva. Los batallones de milicias fueron transferidas a una "Reserva Especial" mientras que las fuerzas de voluntarios se reorganizaron en las "Fuerzas Territoriales" (Territorial Force). 
Tras la reforma, las fuerzas del 5° quedaron compuestas por el 1° y 2° Batallón, el 3° de Reserva, el 4°, 5°, 6° y 7° de Fuerzas Territoriales (sucesivamente: HQ Hexham, HQ Walker, HQ Newcastle y HQ Alnwick) y el 8° Batallón de Ciclistas.
En 1908 el 1° batallón fue destinado a la expedición contra los Mohmand, clan de los Sarban, uno de los cuatro grandes grupos tribales de los pastunes, que habitan en el nordeste de Afganistán y la Frontera Noroeste de Pakistán.
Durante la Primera Guerra Mundial el 5° formó 52 batallones, de los cuales 29 sirvieron en ultramar. El incremento se efectuó sobre la base de duplicar o triplicar los batallones existentes de las fuerzas territoriales y crear nuevos batallones de servicio. Durante la guerra el regimiento recibió numerosos honores de batalla:
| Mons, 23/8/1914 Le Cateau, 26/8/1814 Retirada de Mons, 24/8 al 28/9/1814 Marne, 5 al 12/91914 Aisne, 13 al 28/9/1914, 27/5 al 6/6/1918 La Basée, 1914 Messines 1914,1917,1918 Ypres 1914,1915,1917,1918 Gravenstafel, 1915 St. Julien, 1915 Frezenburg, 1915 Bellewaarde, 1915 Loos, 1915 Somme, 1916, 1918 Albert, 1915, 1916 | Bazentin, 1916 Delville Wood, 1916 Flers-Courcelette, 1916 Morval, 1916 Thiepval, 1916 Le Transloy, 1916 Ancre, 1916 Arras, 1917, 1918 Scarpe, 1917, 1918 Arleux, 1917 Pilckem, 1917 Langemarck, 1917 Menin Road, 1917 Broodseinde, 1917 Passchendaele, 1917 | Cambrai, 1917 St. Quentin, 1918 Bapaume, 1918 Rosieres, 1918 Lys, 1918 Estaires, 1918 Hazebrouck, 1918 Bailleuil, 1918 Kemmel, 1918 Scharpenberg, 1918 Drocourt-Quéant, 1918 Hindenburg Line, 1918 Epéhy, 1918 Canal du Nord, 1918 Beaurevoir, 1918 | Courtrai, 1918 Selle, 1918 Batalla del Valenciennes, 1918 Sambre, 1918 Francia y Flandes, 1914-1918 Piave, 1918 Vittorio Veneto, 1918 Italia, 1917-1918 Struma Macedonia, 1915-1918 Suvla, 1915 Desembarco en Suvla, 1915 Scimitar Hill, 1915 Gallipoli, 1915 Egipto, 1916-1917 |

Tras la guerra el 2° batallón fue destinado a Mesopotamia y Persia entre 1919 y 1920. 
En junio de 1935 el rey Jorge V del Reino Unido celebró los 25 años de su reinado, oportunidad en que el 5° fue honrado al igual que otros tres regimientos con la distinción de incorporar a su denominación el apelativo "real".
Ambos batallones permanecieron en Palestina durante el período 1936-1939.
Durante la Segunda Guerra Mundial el ahora Regimiento de Fusileros Reales de Northumberland (Royal Northumberland Fusiliers) sirvió en Francia (1939–1940), África del Norte, Singapur, Italia, Egipto, Siria, Palestina, el frente nor-occidental europeo (1944–1945), India y Grecia. Obtuvo 29 honores de batalla durante el conflicto:
| Defensa del Escaut Contraofensiva de Arras St Omer-La Bassée Dunkerque, 1940 Odon Caen Cagny | Falaise Nederrijn Rhineland Europa nor-occidental, 1940, 1944-5 Sidi Barrani Defensa de Tobruk Tobruk, 1941 | Belhamed Cauldron Ruweisat Ridge El Alamein Trípoli Batalla de Medenine África del Norte, 1940-43 | Batalla de Salerno Cruce del Volturno Monte Cassino Cruce del Garigliano Monte Cassino II Italia 1943-5 Singapur |

Durante la guerra de Corea el 1° batallón fue agregado a la 29° brigada, arribando a Corea en diciembre de 1950. En julio de 1951 la brigada fue reorganizada e incorporada a la 1.º División del Commonwealth (1st Commonwealth Division). 
El primer batallón permaneció estacionado en el Canal de Suez entre 1951 y 1954, retirándose 2 años antes de la guerra del Sinaí, pero solo para ser enviado a Kenia a luchar contra la guerrilla Mau Mau.
En agosto de 1958 el regimiento recibió honores de batalla por Imjin, Batalla de Seúl, Batalla de Kowang-San y Corea, 1950-51.
Entre 1966 y 1967 el primer batallón fue enviado a la Federación de Arabia del Sur luchando contra los movimientos de liberación en la Adén#Crisis en Adén.
El 23 de abril de 1968 el 5° fue transferido junto con el 6° (Royal Warwickshire Fusiliers), 7° (Royal Fusiliers, City of London Regiment) y 20° (Lancashire Fusiliers) al Regimiento de Fusileros Reales (Royal Regiment of Fusiliers).
El 5° fue uno de los "seis Viejos Cuerpos" autorizados a utilizar como insignia en su bandera, tambores, etc. la imagen de San Jorge matando al Dragón en vez de la sigla "GR" habitual en los regimientos de línea.